# Вербородинці
Вербо́родинці —  село в Україні, у Старокостянтинівській міській громаді Хмельницького району Хмельницької області. Населення становить 354 осіб. До 2020 орган місцевого самоврядування — Вербородинська сільська рада.

## Історія
7 (20) листопада 1917 року, відповідно до.Третього Універсалу Української Центральної Ради, увійшло до складу Української Народної Республіки.
12 червня 2020 року, відповідно до розпорядження Кабінету Міністрів України № 727-р «Про визначення адміністративних центрів та затвердження територій територіальних громад Хмельницької області», увійшло до складу Старокостянтинівської міської громади.
19 липня 2020 року, після ліквідації Старокостянтинівського району, село увійшло до Хмельницького району.

## Населення

### Мова
Розподіл населення за рідною мовою за даними перепису 2001 року:
| Мова       | Відсоток |
| ---------- | -------- |
| українська | 96,33%   |
| вірменська | 3,39%    |
| інші       | 0,28%    |

## Галерея

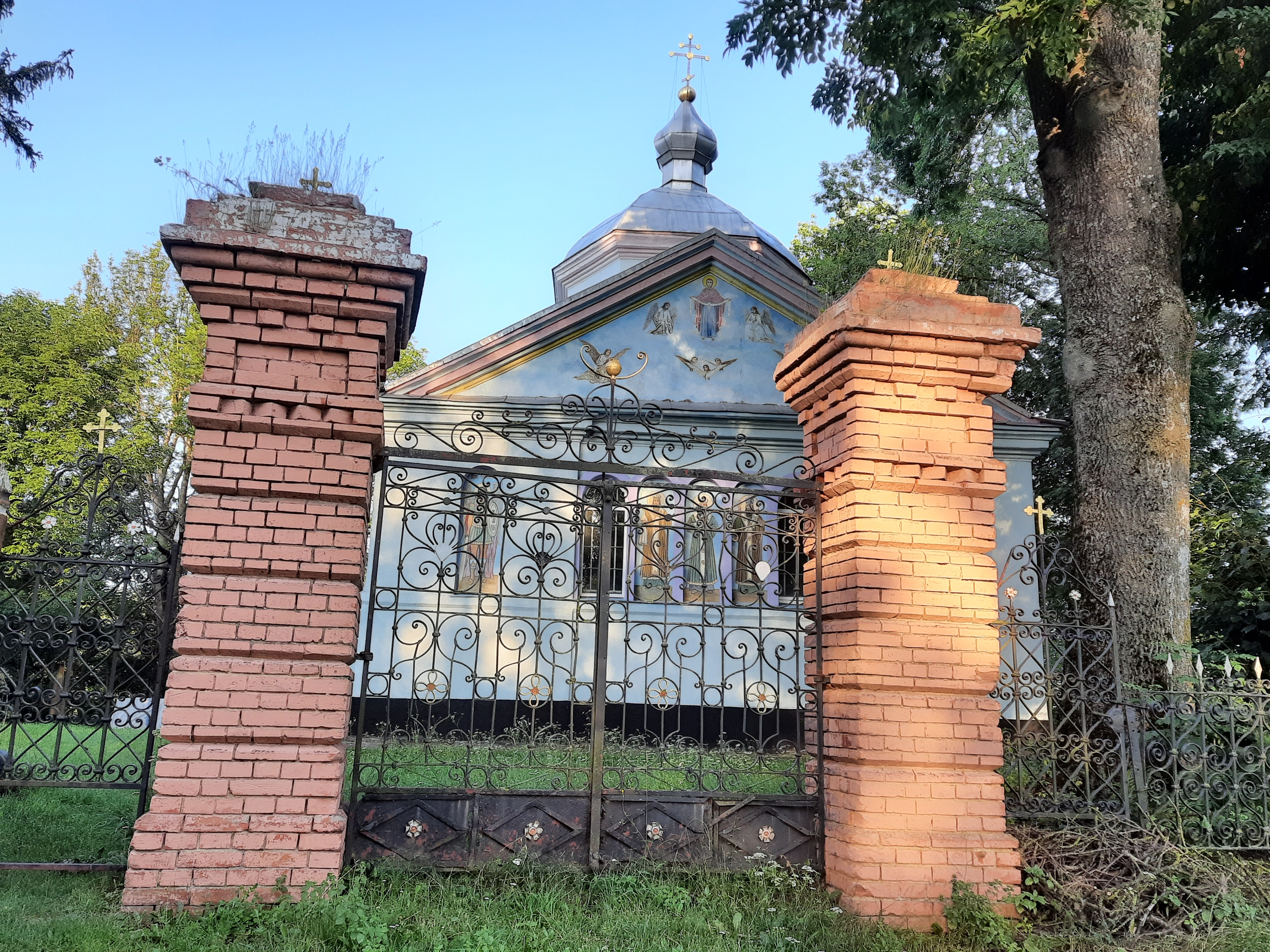
.Покровська церква
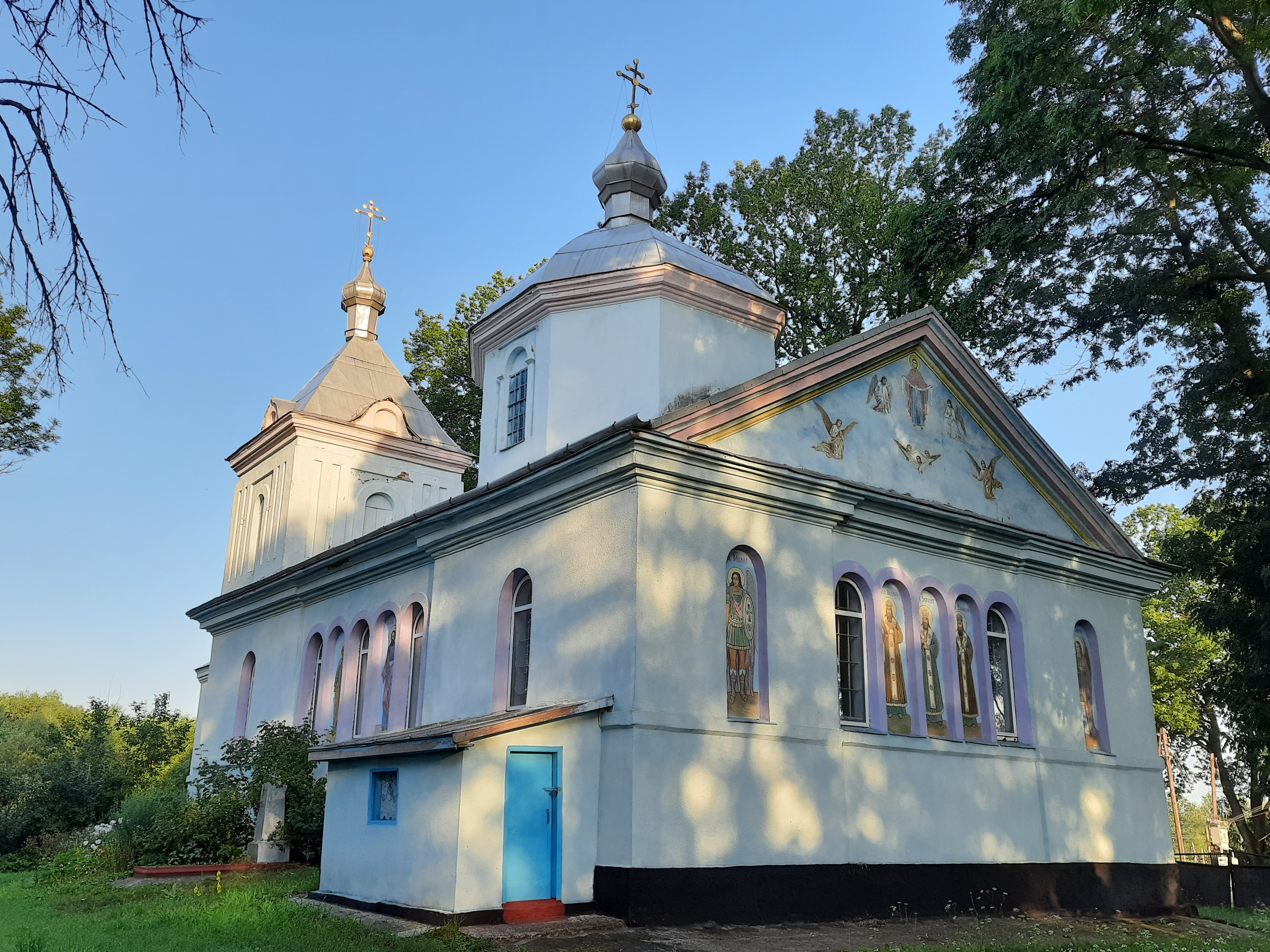
Покровська церква
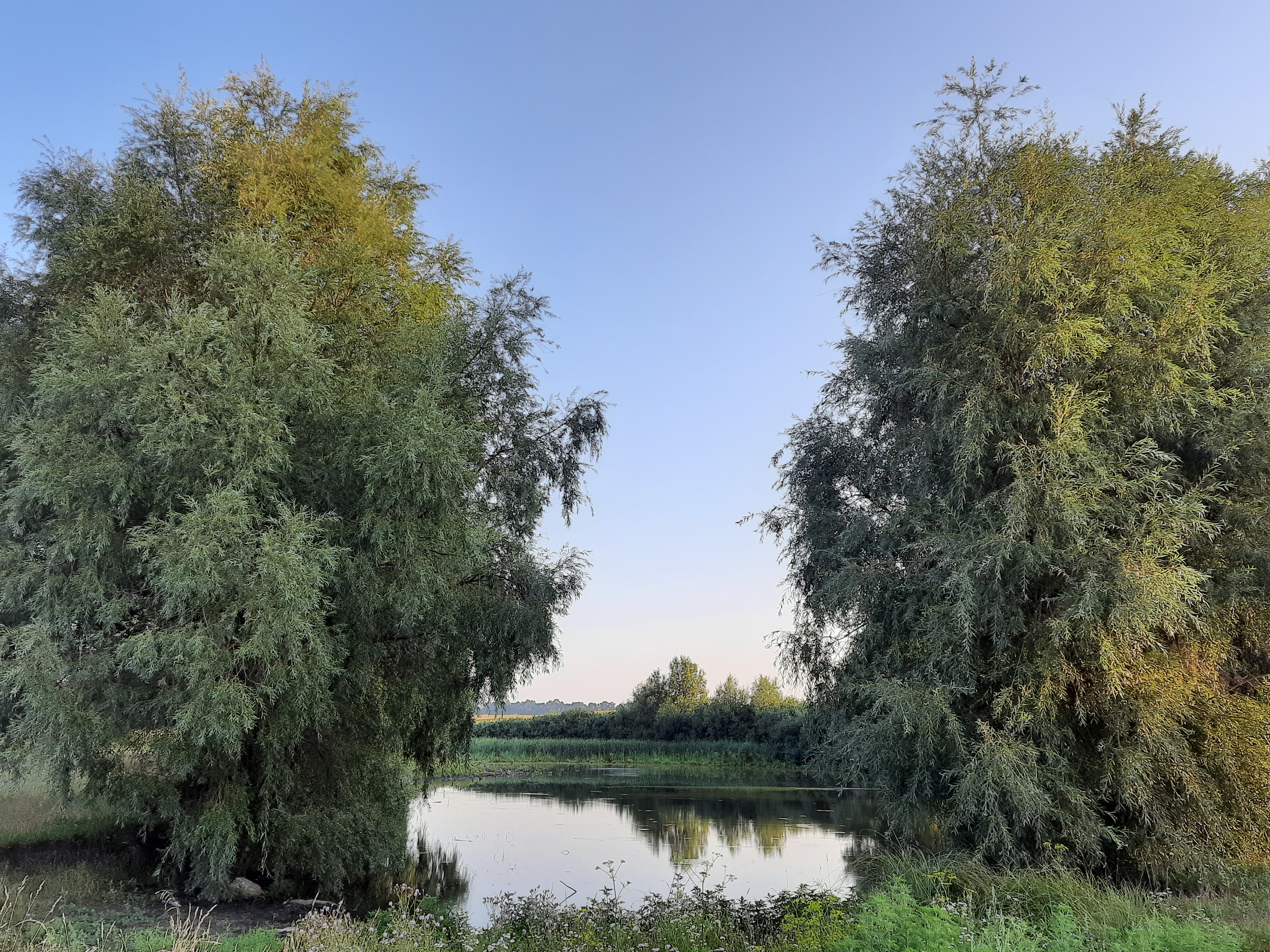
Став біля села